# Gornji Kućan
Gornji Kućan is een plaats in de gemeente Varaždin in de Kroatische provincie Varaždin. De plaats telt 1118 inwoners (2001).